# Mitsubishi Ki-18
Mitsubishi Ki-18 (jap. キ18) – japoński prototypowy myśliwiec, przeznaczony dla lotnictwa Cesarskiej Armii Japońskiej. Maszyna była zmodernizowanym pod kątem wymagań lotnictwa armii samolotem Mitsubishi A5M.

## Historia
Lata 20. i 30. XX wieku to okres intensywnej modernizacji i rozbudowy japońskiego lotnictwa wojskowego. W 1932 roku w ramach konkursu 7-Shi, ogłoszonego przez wydział techniczny Dowództwa Sił Powietrznych Marynarki powstał projekt jednomiejscowego, jednopłatowego, myśliwskiego samolotu pokładowego oznaczonego jako Mitsubishi 1MF10. Pomimo nieprzyjęcia maszyny na uzbrojenie marynarki, zakłady Mitsubishi kontynuowały pracę nad jednopłatowymi myśliwcami. Było to o tyle trafne posunięcie, że w 1934 roku, kiedy to Marynarka ponownie ogłosiła konkurs (9-Shi) na myśliwski samolot pokładowy, Mitsubishi zaprezentował projekt oznaczony jako Mitsubishi Ka-14. Jego kolejne modernizacje i wprowadzane poprawki dały w efekcie pierwszy na świecie seryjny, jednomiejscowy, wolnonośny, jednopłatowy, pokładowy myśliwiec Mitsubishi A5M.
W tym samym roku również lotnictwo armii lądowej ogłosiło konkurs na nowy, jednopłatowy samolot myśliwski. Pierwotnie budowę takiej maszyny zlecono zakładom Kawasaki, które zaprezentowały lotnictwu armii model Kawasaki Ki-5. Niestety samolot nie spełniał oczekiwań armii. Kolejną próbą budowy odpowiedniego myśliwca była maszyna Nakajima Ki-11 ale i ona nie znalazła uznania w oczach decydentów. Miarą desperacji lotnictwa armii była decyzja o podjęciu budowy i wprowadzeniu do służby dwupłatowej maszyny Kawasaki Ki-10. Gdy kolejny model wytwórni Nakajima, Ki-12 również nie spełnił oczekiwań, dowództwo sił powietrznych zwróciło uwagę na konstrukcję wytwórni Mitsubishi, Ka-14. Jej bardzo dobre osiągi skłoniły lotnictwo armii do zamówienia w wytwórni samolotu wzorowanego na Ka-14 ale przystosowanego do wymagań armii. Zmiany nie były skomplikowane, wprowadzono inny typ karabinów, zwiększono wymiary kół i ich osłon, poszerzono osłonę silnika i zwiększono powierzchnie steru kierunku. Efektem prac był samolot oznaczony jako Ki-18, którego prototyp ukończono w sierpniu 1935 roku. Gotową maszynę skierowano do Lotniczego Instytutu Badawczego w Tachikawa, gdzie poddano go badaniom. Ich efektem była pozytywna opinia na temat właściwości samolotu. Następnie prototyp przekazano do testów eksploatacyjnych do Szkoły Lotnictwa Myśliwskiego Akeno. W 1936 roku na wniosek jednego z instruktorów szkoły, w samolocie wymieniono silnik, zastępując dotychczasowy Nakajima Kotobuki 5, jednostką Nakajima Kotobuki 3. Niestety tak zmodernizowana maszyna uległa wypadkowi podczas podchodzenia do lądowania. W odróżnieniu od ekspertów z Lotniczego Instytutu Badawczego, piloci szkoły lotniczej wydali negatywna opinię na temat samolotu. Ich zdaniem maszyna miała zawodny silnik oraz za małą zwrotność. Los samolotu przypieczętowała opinia dowództwa Cesarskiej Armii Lądowej, która wykluczała Ki-18 z dalszej eksploatacji. Na opinii lotnictwa armii zaważyła również tradycyjna rywalizacja pomiędzy obydwiema formacjami lotniczymi, marynarką i armią lądową. Armia niechętnie widziała samolot konkurencyjnej marynarki na swoim uzbrojeniu.

## Konstrukcja
Ki-18 był jednopłatowym, wolnonośnym, metalowym dolnopłatem ze stały podwoziem z tylnym podparciem. Kabina pilota otwarta. Usterzenie klasyczne, dwudźwigarowe skrzydło o eliptycznym obrysie. Samolot napędzany był 9-cylindrowym silnikiem gwiazdowym chłodzonym powietrzem Nakajima Kotobuki 5 i dwułopatowym śmigłem. Zarówno koła podwozia głównego jak i kółko ogonowe okryte były osłonami zmniejszającymi opór aerodynamiczny.